# Spielverhalten der Tiere

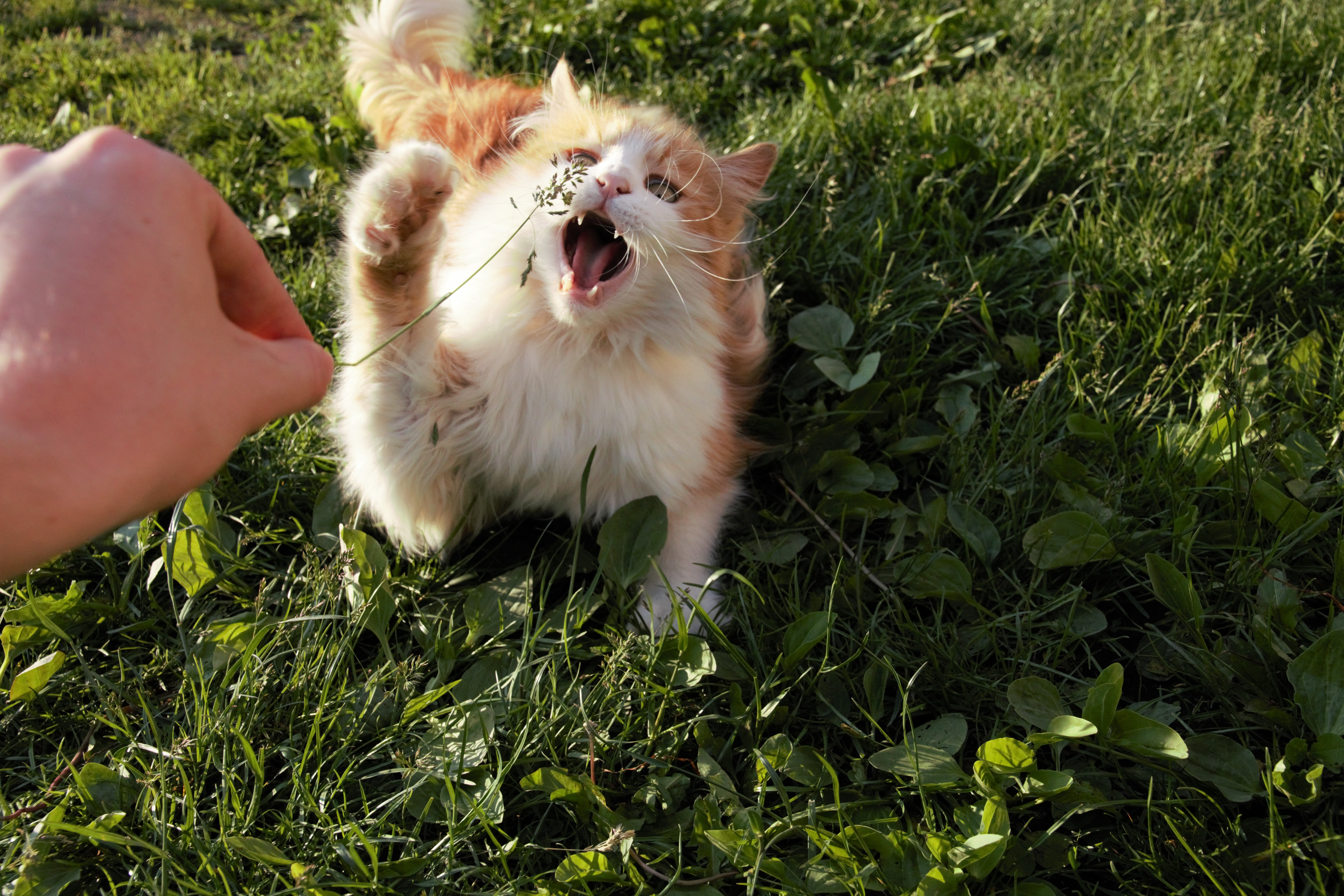
Spielverhalten einer bereits erwachsenen Hauskatze

Als Spielverhalten bezeichnen Verhaltensbiologen diverse, in der Regel nicht einem bestimmten Zweck zuzuordnende Bewegungsabfolgen speziell bei Jungtieren: „Ein Tier spielt wirklich nur dann, wenn es satt, nicht durstig und auch sonst von keinen anderen Aufgaben in Anspruch genommen wird. Das Spiel ist gewissermaßen von keiner unmittelbaren Notwendigkeit diktiert. Es hat jedoch für die normale Entwicklung des Tieres eine große Bedeutung. [...] Es experimentiert mit den Umweltdingen und lernt so deren Eigenschaften kennen. Es sammelt Erfahrungen im Spiel mit seinesgleichen und lernt auch die Möglichkeiten seines eigenen Bewegungskönnens kennen.“

## Abgrenzung von anderen Verhaltensweisen und biologische Funktion
Um als spielerisches Verhalten eingeordnet zu werden, muss eine Aktivität folgende 5 Kriterien erfüllen: Das Verhalten
- hat keine unmittelbare Bedeutung für das Überleben;
- ist freiwillig, absichtlich und intrinsisch belohnend;
- unterscheidet sich von den essentiellen, gewohnheitsmäßig gezeigten Verhaltensweisen;
- tritt wiederholt, aber nicht stereotyp auf;
- findet ohne Anzeichen von Stress statt.[2]

Die als „Spiel“ bezeichneten, häufig mehrfach hintereinander auftretenden Bewegungsabfolgen ähneln oft bestimmten angeborenen Bewegungsabfolgen der erwachsenen Artgenossen und sind nicht immer von zielgerichteten Aktivitäten wie zum Beispiel von Erkundungsverhalten abgrenzbar. Häufig kann im Zusammenhang mit Spielverhalten beobachtet werden, dass das Verhalten von älteren Tieren oder Spielgefährten nachgeahmt wird; Menschenaffen ahmen häufig auch Menschen nach.
Verhaltensforscher deuten das Spielverhalten in der Regel als ein biologisch programmiertes (das heißt ererbtes) „Optimieren“ von bestimmten Verhaltensweisen. Junge Wölfe und junge Hunde liefern sich zum Beispiel häufig lange Verfolgungsjagden, sie schneiden sich den Weg ab – Aktivitäten also, die später bei Flucht oder Jagd wichtig zum Überleben sind. Junge Hauskatzen und Löwenjungtiere sind bekannt dafür, dass sie sich spielerisch anschleichen, eine nicht vorhandene Beute anspringen und mit Prankenschlägen „attackieren“. Die Verhaltensforscher deuten das Spielverhalten schließlich auch als eine angeborene Neigung, ganz allgemein die körperliche Leistungsfähigkeit und Geschicklichkeit durch „Training“ zu optimieren, „das heißt, es dient zum Kennenlernen des eigenen Körpers und der eigenen Bewegungsmöglichkeiten, sowie durch Ausprobieren oder Nachahmen auch zum Sammeln von Erfahrungen mit Teilen der belebten und unbelebten Umwelt.“

## Historisches
Die Ethologen des frühen 20. Jahrhunderts ordneten jeder beobachtbaren Verhaltensweise einen eigenständigen inneren Antrieb zu, einen je eigenen Instinkt oder Trieb, und auch dem Spielverhalten wurde gelegentlich ein Spieltrieb zugeordnet. Noch in den 1960er-Jahren erörterte Irenäus Eibl-Eibesfeldt in seinem Grundriss der Vergleichenden Verhaltensforschung: „Spielen heißt immer, einen Dialog mit der Umwelt führen, und dieser Dialog findet aus innerem Antrieb statt. Man könnte einen eigenen Spieltrieb annehmen. Ich neige jedoch mehr zur Ansicht, daß der auch aller Neugier zugrundeliegende Trieb zu lernen zusammen mit einem starken motorischen Antriebsüberschuß zur Erklärung des Spielphänomens ausreicht.“ Und selbst im Jahr 2004 ging eine wissenschaftliche Studie noch ganz selbstverständlich – ohne jede Definition des Phänomens – von einem „Spieltrieb“ bei Hunden aus, obwohl die biologische Triebtheorie in der akademischen Verhaltensbiologie heute nur noch historische Bedeutung hat.
In Bezug auf den Menschen wird die Bezeichnung Spieltrieb vorwiegend metaphorisch verwendet. Von literaturgeschichtlicher Bedeutung sind die Überlegungen von Friedrich Schiller, der in seinen Briefen Über die ästhetische Erziehung des Menschen (11. bis 16. Brief) den „Spieltrieb“ als „lebende Gestalt“ im ästhetischen „Spiel“ bezeichnet, das triebbefriedigende „Glückseligkeit“ und moralische „Vollkommenheit“ miteinander vereine.

## Beispiele

### Haustiere

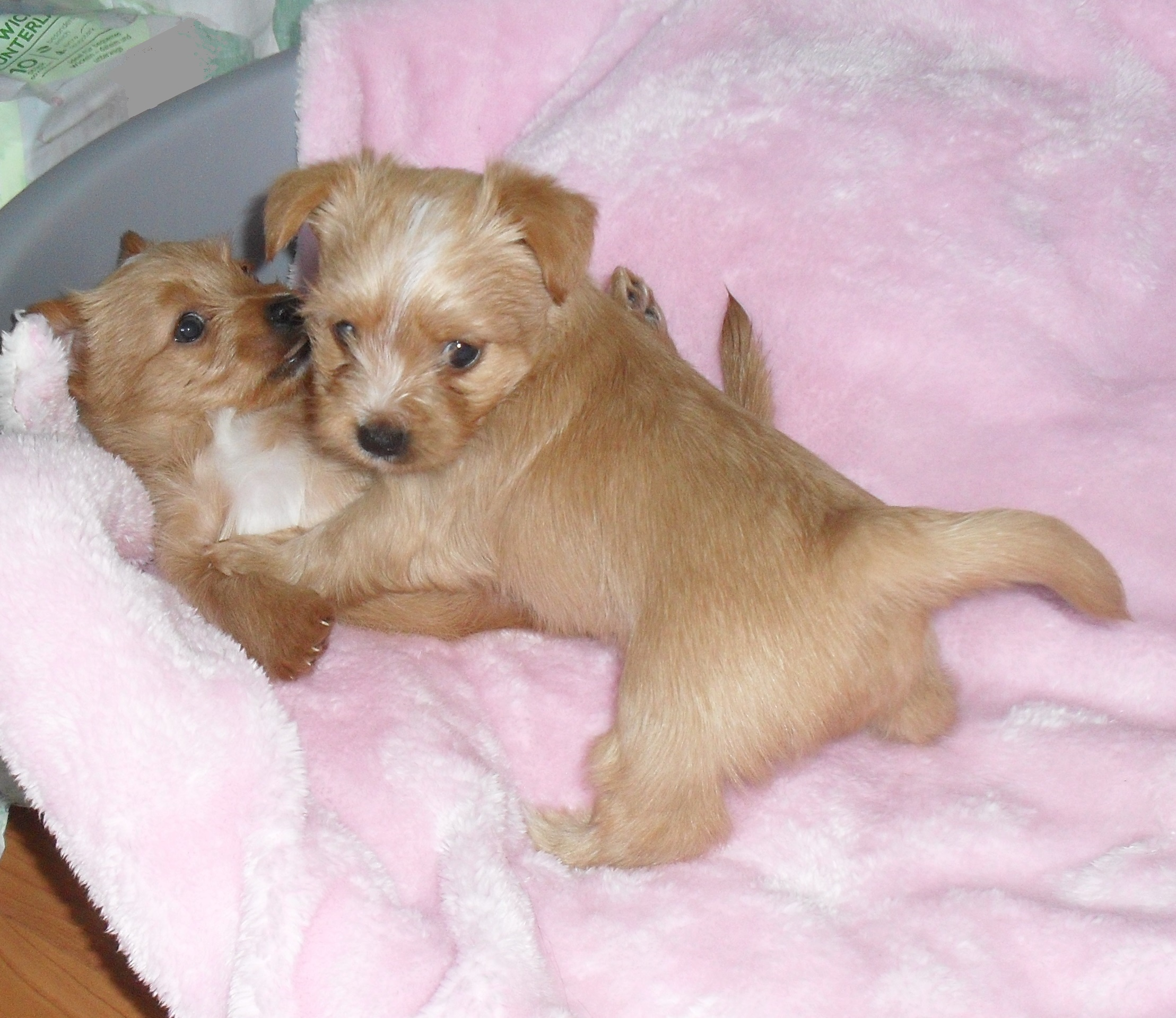
Balgerei bei Hundewelpen

Viele Haustiere zeigen auch noch als Erwachsene ausgeprägtes Spielverhalten, so vor allem Haushunde, Hauskatzen und Hauskaninchen. Vermutlich ist dies nicht allein ein Ergebnis einer Züchtung auf insgesamt verlängertes Jungtierverhalten. Vielmehr war die Neigung zum Spielen wohl sogar die Ursache dafür, dass die frühen Tierhalter Gefallen gerade an diesen Tierarten fanden.
Beim Spiel der Katzen und der Hunde treten beispielsweise Bewegungsabfolgen aus dem Verhaltenskomplex des Beutefangs, des Kampfes gegen Angreifer und des Sexualverhaltens auf, jedoch in aller Regel ohne die zugehörige Endhandlung (also zum Beispiel kein festes Zubeißen). Oft wechseln spielende Tiere innerhalb von kürzester Zeit mehrfach die Rollen – der Angreifer wird zum Verfolgten und umgekehrt. Durch eine arttypische Spielgestik und -mimik – beispielsweise die Vorderkörpertiefstellung – wird dem Spielpartner vermittelt, dass es sich bei den spielerischen Handlungen um Aktionen ohne Ernst handelt.

### Ratten
In einem 2019 berichteten Experiment gelang es, mit Ratten Verstecken zu spielen: Ein Testtier wurde zunächst in einem Raum voller Gegenstände in eine geschlossene Kiste gesetzt, deren Deckel sich ferngesteuert öffnen ließ. Ziel der Versuchsanordnung war, dass die Ratte einen ebenfalls im Raum befindlichen Menschen suchen sollte. Hatte sie diese Person gefunden, wurden sie als Belohnung gekitzelt. In einer zweiten Versuchsanordnung ging es darum, dass die Ratte lernen sollte, sich vor einem „Mitspieler“ zu verstecken – in beide Versuchsanordnungen wurde nach wenigen Durchläufen das vorgegebene Verhalten beobachtet. In einem Begleitartikel auf wissenschaft.de wurden die Befunde wie folgt interpretiert: „Obwohl die Tiere am Ende jedes Versuchsdurchlaufs mit Kitzeln ‚belohnt‘ wurden, zeichnete sich den Forschern zufolge deutlich ab, dass sie nicht nur um der Belohnung willen spielten. Der Spaß am Spiel zeigte sich demnach an speziellen Lautäußerungen: Die Ratten quiekten beim Suchen fröhlich – besonders, wenn sie die Person gefunden hatten, berichten die Wissenschaftler. Dagegen waren sie ausgesprochen still, wenn sie sich versteckten.“

### Schimpansen
Wild lebende Schimpansen der Kanyawara-Schimpansen-Population wurden im Kibale-Nationalpark in Uganda zwischen 1993 und 2006 wiederholt dabei beobachtet, dass sie Stöcke sowohl als Werkzeug bei der Futtersuche als auch bei Kämpfen benutzen. Jungtiere spielen zudem gelegentlich mit kleinen Stöcken. „Die Kanyawara-Schimpansen zeigten allerdings noch eine weitere Variante, die die Forscher ‚Stocktragen‘ tauften. Die Tiere trugen dabei Stöcke eine Weile mit sich herum, nahmen sie auch mit in ihre Ruhenester und spielten manchmal mit ihnen in einer Weise, die fast an den Umgang mit einer Puppe oder einem Schimpansenbaby erinnerte.“ Vor allem das Spielverhalten der jungen weiblichen Schimpansen erinnerte an das Verhalten der erwachsenen Weibchen beim Umgang mit Neugeborenen: „Die jungen Schimpansinnen legten das auffällige Verhalten ab, sobald sie ihren ersten eigenen Nachwuchs bekamen.“

### Grüne Meerkatzen
In einer Studie von Alexander & Hines (2002) wurden Geschlechtsunterschiede in den Spielzeugpräferenzen eines nichtmenschlichen Primaten, der Westlichen Grünmeerkatze (Chlorocebus sabaeus), gefunden. Diese Unterschiede ähneln denen, die bereits bei Kindern dokumentiert wurden. Weibliche Grünmeerkatzen zeigten eine stärker ausgeprägte geschlechtstypische Präferenz als männliche Artgenossen.
In der Studie wurden sechs Spielzeuge in zufälliger Reihenfolge nacheinander für fünf Minuten in einen Käfig kleiner Gruppen von Grünmeerkatzen gelegt. Diese Spielzeuge wurden auf Basis der Spielzeugpräferenzen von Mädchen und Jungen in drei Kategorien aufgeteilt. Es wurden unter anderem ein Ball und ein Polizeiauto dargeboten, woran Jungen mehr Interesse hatten als Mädchen. Diese wurden entsprechend a priori als „männliches Spielzeugset“ festgelegt. Das „weibliche Spielzeugset“, an dem mehr Mädchen als Jungen Interesse zeigten, waren eine Puppe und ein Kochtopf. Das „neutrale Spielzeugset“, mit dem sowohl Mädchen als auch Jungen vergleichbar viel Zeit verbrachten, bestand aus Büchern und Stofftieren.
Während sich männliche Grünmeerkatzen eine längere Zeit mit „männlichem Spielzeug“ beschäftigten, investierten weibliche Tiere mehr Zeit mit Puppe und Topf. Die Zeit, welche sowohl männliche als auch weibliche Grünmeerkatzen mit dem „neutralen Spielzeug“ verbrachten, war dagegen vergleichbar. Zudem war die Art und Weise des Kontakts der Grünmeerkatzen mit dem Spielzeug teilweise ähnlich zu dem Umgang, der bei Kindern beobachtet werden konnte (z. B. das Bewegen des Autos über den Boden). Es wurden keine Geschlechtsunterschiede in Reaktion auf die Spielzeugkategorien belebt (Puppe, Hund) und unbelebt (Auto, Ball, Buch, Pfanne) gefunden. Andere Merkmale wie beispielsweise die Farbe scheinen dagegen zu den weiblichen Objektpräferenzen beigetragen zu haben, wodurch die Weibchen mehr Kontakt mit der Puppe mit einem rosa Gesicht und dem rot gefärbten Topf hatten. Es lässt sich schlussfolgern, dass geschlechtsdifferenzierte Objektpräferenzen bereits früh in der menschlichen Evolution entstanden sind. Diese Präferenzen für Objektmerkmale können zu den geschlechtsdimorphen Spielzeugpräferenzen bei Kindern beitragen.

### Mantelbrüllaffen
Mantelbrüllaffen aus den Regenwäldern von Mexiko und Costa Rica leben in Gruppen, besitzen jedoch keine feststehende soziale Hierarchie und befassen sich auch nicht mit sozialer Körperpflege (Grooming) – beides ist von anderen Arten bekannt und wird als Mechanismus zum Vermeiden von Konflikten interpretiert. Bei Mantelbrüllaffen dient einer 2022 veröffentlichten Feldstudie zufolge das Spielverhalten dem Vermeiden oder Mildern von sozialen Spannungen in ihrer Gruppe. Zum Spielverhalten zählten die Autoren der Studie insbesondere, dass zwei Affen dicht nebeneinander, nur an ihren Schwänzen von einem Ast hängend, Gesichter schneiden und mit ihren Köpfen wackeln. Sie beobachteten, dass erwachsene Affen dieses Verhalten öfter zeigen als junge Affen, erwachsene weibliche Tiere häufiger als erwachsene männliche, und dass das Verhalten umso häufiger auftritt, je größer die Gruppe ist. Bemerkenswert sei insbesondere, dass der Zeitaufwand für dieses Spielverhaltens umso größer wird, je mehr reife Früchte – eine stets relativ knappe Ressource – als Nahrung zur Verfügung stehen; Mantelbrüllaffen ernähren sich vorwiegend von Blättern, Früchte gelten als Leckerbissen, um die vor allem die erwachsenen Tiere konkurrieren.

### Reptilien
Neben Säugetieren beobachteten Forscher Spielverhalten auch bei Vögeln und Reptilien. So wirken Komodowarane beim Spiel mit alten Schuhen oder Bällen verspielt wie junge Hunde. Und Afrikanische Weichschildkröten scheinen Spaß daran zu haben, Flaschen und anderes Treibgut über die Wasseroberfläche zu schubsen und mit Schläuchen Tauziehen zu spielen.

### Nebelkrähen
Nebelkrähen wurden dabei beobachtet und gefilmt, wie sie ein Objekt benutzen, um damit wie mit einem Snowboard wiederholt ein schneebedecktes Dach herunter zu rutschen.

### Gliederfüßer
Als „spielartiges Verhalten“ (play-like behavior) wurden im Februar 2025 Beobachtungen an Drosophila melanogaster beschrieben, die sich freiwillig, wiederholt und für längere Zeitspannen auf ein kleines, sich drehendes Karussell setzten, das sich mit den Taufliegen unter einer Glasglocke befand. Wenn sich abwechselnd zwei Karusselle drehten, wechselten einige Fliegen sogar vom einen zum anderen.
In einer Studie aus dem Jahr 2006 waren bereits Verhaltensweisen der Haus-Feldwespe (Polistes dominula) als „play-like behavior“ interpretiert worden.
2012 wurde in einer Studie zum Sexualverhalten von Kugelspinnen der Art Anelosimus studiosus nachgewiesen, dass in der Zeit, bevor die Weibchen geschlechtsreif werden, sowohl Männchen als auch Weibchen „wiederholt nicht-empfängnisbereites (spielerisches) Sexualverhalten“ zeigen, bei dem das Paar eine Begattung vortäuscht.
2022 berichteten Forscher in der Fachzeitschrift Animal Behaviour, dass Dunkle Erdhummeln (Bombus terrestris) in einer Versuchsanordnung Holzkugel umher rollten, und zwar in einer Weise, „die die Verhaltenskriterien für tierisches Spiel erfüllte und dem Spiel anderer Tiere ähnelte.“

## Belege
1. ↑  Irenäus Eibl-Eibesfeldt: Grundriss der Vergleichenden Verhaltensforschung. 7. Auflage. Piper, München und Zürich 1967, S. 403–404, ISBN 3-492-03074-2.
2. 1 2  Tilman Triphan, Clara H. Ferreira und Wolf Huetteroth: Play-like behavior exhibited by the vinegar fly Drosophila melanogaster. In: Current Biology. Online-Vorabveröffentlichung vom 10. Februar 2025, doi:10.1016/j.cub.2025.01.025.
 Forschende finden heraus: Auch Fliegen spielen. Auf: idw-online.de vom 13. Februar 2025.
3. ↑  Stichwort Spielverhalten. In: Klaus Immelmann (Hrsg.): Grzimeks Tierleben. Sonderband Verhaltensforschung. Kindler, Zürich 1974, S. 637
4. ↑  Oskar Heinroth erwähnte 1910 in einem Vortrag „zur Biologie, namentlich Ethologie und Psychologie der Anatiden“ (der Entenvögel) folgende „Triebe“: den Fortpflanzungstrieb, den Geselligkeitstrieb, den Nachfolgetrieb, den Verteidigungstrieb und den Vergewaltigungstrieb. Volltext.
5. ↑  Zum Beispiel: Fritz Braun, Über Regungen des Spieltriebes bei gefangenen Vögeln. In: Journal für Ornithologie. Band 55, Nr. 1, 1907, S. 135–147, doi:10.1007/BF02098854.
6. ↑  Irenäus Eibl-Eibesfeldt: Grundriss der Vergleichenden Verhaltensforschung, S. 404.
7. ↑  Katharina Dorothea Boenigk: Untersuchungen zur züchterischen Aussagekraft von Verhaltenstests bei Hovawart Hunden. Dissertation, Tierärztliche Hochschule Hannover, Hannover 2004, Volltext (PDF).
8. ↑  Annika Stefanie Reinhold et al.: Behavioral and neural correlates of hide-and-seek in rats. In: Science. Band 365, Nr. 6458, 2019, S. 1180–1183, doi:10.1126/science.aax4705
Auch Ratten spielen Verstecken. Erläuterungen der Humboldt-Universität zu Berlin vom 13. September 2019.
9. ↑  Forscher spielen mit Ratten Verstecken. Auf: wissenschaft.de vom 12. September 2019.
10. ↑  Sonya M. Kahlenberg und Richard W. Wrangham: Sex differences in chimpanzees' use of sticks as play objects resemble those of children. In: Current Biology. Band 20, Nr. 24, 2010, S. R1067–R1068, doi:10.1016/j.cub.2010.11.024, Volltext
11. ↑  Auch Schimpansen-Mädchen spielen lieber mit „Puppen“. Auf: scinexx.de vom 27. Dezember 2010.
12. ↑  Was Affenmädchen mögen. Auf: wissenschaft.de vom 21. Dezember 2010.
13. ↑  Gerianne M Alexander, Melissa Hines: Sex differences in response to children's toys in nonhuman primates (Cercopithecus aethiops sabaeus). In: Evolution and Human Behavior. Band 23, Nr. 6, 1. November 2002, ISSN 1090-5138, S. 467–479, doi:10.1016/S1090-5138(02)00107-1. – Die Art wird heute als Westliche Grünmeerkatze (Chlorocebus sabaeus) bezeichnet.
14. ↑  Norberto Asensio et al.: Socioecological correlates of social play in adult mantled howler monkeys. In: Animal Behaviour. Online-Vorabveröffentlichung vom 16. März 2022, doi:10.1016/j.anbehav.2022.01.017.
 Monkeys play to reduce group tension – study. Auf: eurekalert.org vom 16. März 2022.
15. ↑  Warum Tiere spielen: So ein Unfug. Macht aber Sinn. Auf: spiegel.de vom 11. Januar 2015
16. ↑  Jason G. Goldman: Snowboarding Crows: The Plot Thickens. Abgerufen am 9. November 2020 (englisch).
17. ↑  L. Dapporto, S. Turillazzi und E. Palagi: Dominance interactions in young adult paper wasp (Polistes dominulus) foundresses: A playlike behavior? In: Journal of Comparative Psychology. Band 120, Nr. 4, 2006, S. 394–400, doi:10.1037/0735-7036.120.4.394.
18. ↑  Jonathan N. Pruitt, Gordon M. Burghardt, Susan E. Riechert: Non-Conceptive Sexual Behavior in Spiders: A Form of Play Associated with Body Condition, Personality Type, and Male Intrasexual Selection. In: Ethology. Band 118, Nr. 1, 2012, S. 33–40, doi:10.1111/j.1439-0310.2011.01980.x.
19. ↑  Hiruni Samadi Galpayage Dona et al.: Do bumble bees play? In: Animal Behaviour. Band 194, 2022, S. 239–251, doi:10.1016/j.anbehav.2022.08.013.